# Lanzia echinophila
Espèce
Synonymes
- Ciboria echinophila (Bull.) Sacc.[2]
- Hymenoscyphus echinophilus (Bull.) W.Phillips[2]
- Peziza echinophila Bull.[2] (basionyme)
- Phialea echinophila (Bull.) Gillet[2]
- Phialea echinophila (Bull.) Quél.[2]
- Rutstroemia echinophila (Bull.) Höhn.[2]
- Rutstroemia echinophila var. corticola Bertault & Malençon[2]
- Sclerotinia echinophila (Bull.) Rehm[2]

Lanzia echinophila est une espèce de champignons (Fungi) ascomycètes de la famille des Helotiaceae. Cette pézize brune présente sur l'ensemble de l'Eurasie se développe au sein des bogues de châtaignes.

## Description
Lanzia echinophila produit des apothécies aux allures de pézizes mesurant de 3 à 10 mm de diamètre. Colorées de brun tabac, lisses et brillantes à mates, elles sont en forme de coupelle aux bordures régulières, entières et rarement dentelées, la partie extérieure descendant sur le pied. Ce dernier, plus ou moins visible, effilé sur sa base et plus sombre, mesure de 5 à 12 mm de long pour 1 mm d'épaisseur. La chair, fragile et brunâtre, a la consistance de la cire et présente une saveur douce et une odeur nulle,,.
Lanzia echinophila produit des spores contenant jusqu'à 3 cloisons parfois guttulées et en forme de croissant allongé mesurant de 17 à 20 μm de long pour 4,4 à 5,8 μm de large. Elles sont portées par 8 par des asques mesurant de 100 à 120 μm de long pour 10 à 12 μm de large. Ils sont protégés par des paraphyses brunes, minces, en forme de cylindre et légèrement élargies en leur sommet,,.

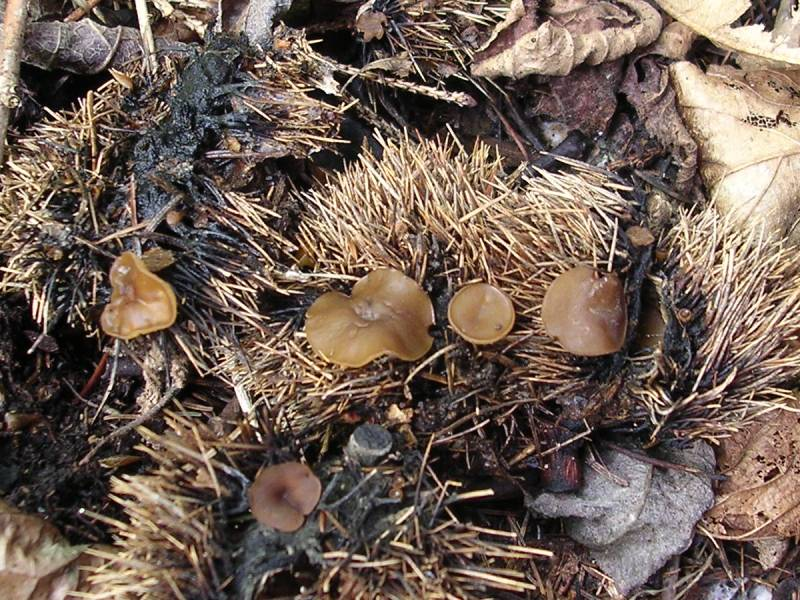
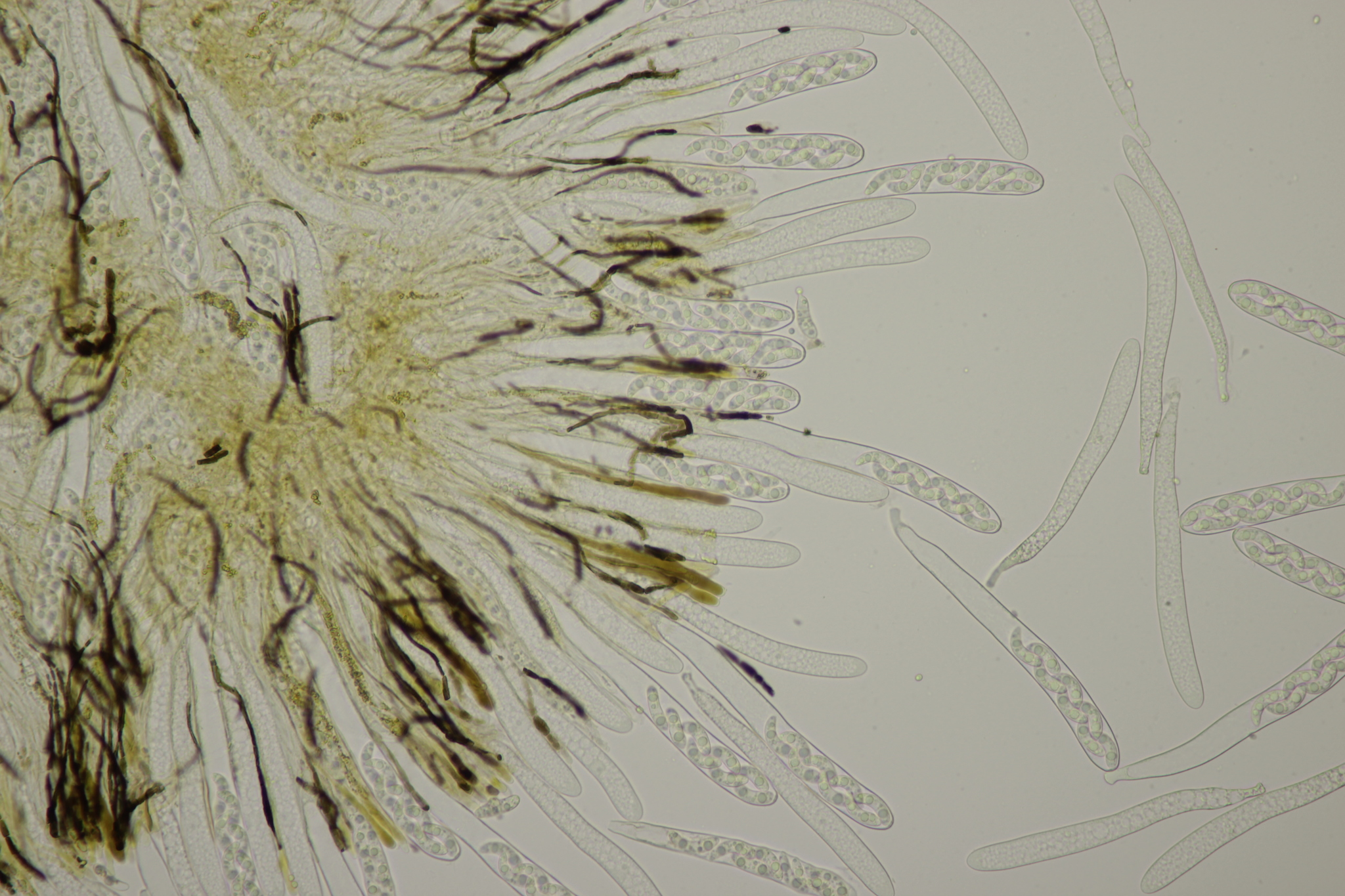
Paraphyses et asques
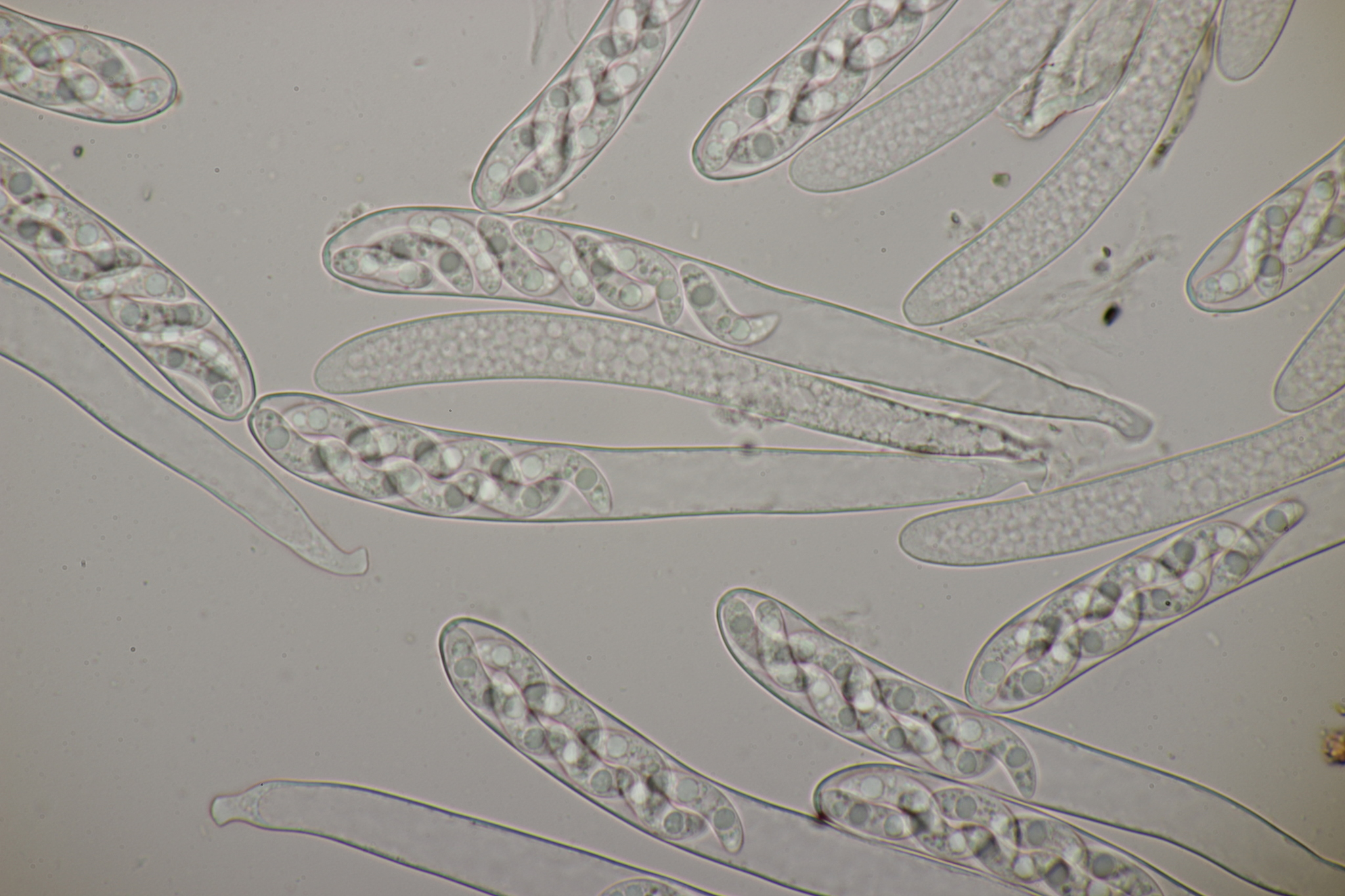
Asques et spores

## Écologie et répartition
Lanzia echinophila se développe en troupe principalement dans les vieilles bogues ouvertes de châtaignes,,. Plus rarement, elle peut également pousser au sein des glands de Chênes tombés au sol
Peu fréquente, cette espèce est présente sur l'ensemble du paléarctique de la France au Japon.

## Confusions possibles
Lanzia echinophila présente une écologie et une morphologie suffisamment spécifiques pour être facilement identifiable. Cependant, Ciboria americana E.J. Durand, 1902 est une espèce Nord-américaine à l'écologie identique mais aux apothécies plus petites, jusqu'à 5 mm de diamètre et aux spores non cloisonnées à la longueur supérieure à 12 μm. Quant à Rutstroemia firma (Pers.) P. Karst., 1871, il s'agit d'une espèce morphologiquement identique mais se développant sur les branches mortes de feuillus. Enfin, Ciboria batschiana (Zopf) N.F. Buchw., 1947 est une espèce très ressemblante aux apothécies mesurant environ 15 mm de diamètre et 20 mm de haut, qui apprécie les glands de chênes,,.